# Hòa Cường Nam
Hòa Cường Nam là một phường thuộc quận Hải Châu, thành phố Đà Nẵng, Việt Nam.
Phường Hòa Cường Nam có diện tích 2,45 km², dân số năm 2005 là 12.704 người, mật độ dân số đạt 5.185 người/km².

## Lịch sử
Phường Hòa Cường Nam được thành lập năm 2005 trên cơ sở một phần diện tích và dân số của phường Hòa Cường.